# 豐原高中禮堂倒塌事故
豐原高中禮堂倒塌事件是1983年8月24日發生於臺灣臺中縣豐原高中的一場災難事件。當時該禮堂正在舉行新生訓練，天花板突然倒塌，造成26死、86傷，是台灣有史以來學生死傷最嚴重的一次校園災難。

## 經過
1983年8月24日，豐原高中的大禮堂正在舉行647位新生的入學訓練。13點半，生活教育課開始6分鐘後，禮堂左邊突然沖下大水，之後天花板掉落，禮堂內的人紛紛向兩邊大門逃跑，不到30秒屋頂即塌毀，此時還有300多名學生尚未逃出，被壓在瓦礫堆下。
駐臺中太平的中華民國陸軍第十軍團司令部工兵第五二群兩百多名工兵隨後趕到，立即動用電剪及切割機挖掘，但困在扭曲的鋼架和水泥塊裡的學生，有些因為瓦礫與鋼架太重，已經挖到露出四肢也無法拉出，救難人員調借來能夠撐起數百公斤的千斤頂仍無法救出，直到運來工廠用的50公噸千斤頂，才將其拉出瓦礫堆。臺中地區的多名醫生聞訊也馬上到場執行救護任務。事發當時男生坐在禮堂右半邊、女生坐左半邊，由於屋頂是由左方塌下，傷亡以女學生居多。

## 事後

### 傷亡人數
事後統計總共有26人死亡、86人受輕重傷。

### 事件究責
該禮堂於事發2個月前花費120萬元新台幣在樓頂加蓋防漏設施。據校方表示，一流式企業公司採用的屋頂防漏、防熱設施，是在屋頂蓄水，達到防熱的功能。工程公司還提出保證書，保證使用期限15年，遇到地震時震度在0.2仍然可以承受，並且絕不漏水。在完工驗收後18天，發生豪雨，屋頂積水超過20公分，禮堂坍塌。
該建築物原設計師李嘉瑞認為設計沒有問題，禮堂會倒塌是因為屋頂蓄水過多。檢察官立刻在豐原高中開起臨時偵查庭，傳訊校長和建築師，扣押禮堂的防漏工程施工資料，追查倒塌原因。當時的臺灣省政府教育廳廳長黃昆輝在隔天就請辭負起政治責任。
隨後查出豐原高中禮堂興建時是在都市計畫之外，故不必請領建照，施工進行中，都市計畫實施，縣府通知應請領建照，但在辦理相關手續時，縣府表示應建造地下室，並檢附土地所有權狀。但因鎮公所購買校地時未辦過戶，後來地價上漲，發生糾紛，到事故發生時土地都還沒有過戶。故事發當時禮堂並無建照與使用執照，是為違章建築。
依據最高法院判決採認之鑑定結果，認為事故原因包括大樓設計時屋頂承重計算有誤，興建時不按圖施工、偷工減料、違背建築技術成規，且建築師並未提出糾正。後於進行屋頂變更防水防熱工程，並未照會原設計師並商討結構事宜，又未按圖施工，使積水重量超過原設計存水量。法院因此認定建築師李嘉瑞、原營造廠負責人王進忠等、進行屋頂翻修工程的張忠雄等，有12名被告依貪汙和過失致死罪判刑，共需賠償2000多萬元。

## 外部連結
- 豐原高中禮堂倒塌 26死86傷（页面存档备份，存于） - 華視
- 靈異意外part2豐中禮堂倒塌 - 中天